# Empfehlungen für die Anlage von Hauptverkehrsstraßen
Die Empfehlungen für die Anlage von Hauptverkehrsstraßen (kurz EAHV) waren ein in Deutschland gültiges technisches Regelwerk für die Planung und den Bau von Hauptverkehrsstraßen  der Straßenkategorie B III, C I-III, D I-III und E I-III (nach RAS-N). 
Die EAHV wurden von der Forschungsgesellschaft für Straßen- und Verkehrswesen in Köln herausgegeben und 2007 durch die Richtlinien für die Anlage von Stadtstraßen (kurz RASt) ersetzt. Die RASt lösten auch die EAE (Empfehlungen für die Anlage von Erschließungsstraßen) ab.

## Inhalt
Der Inhalt der EAHV gliedert sich in fünf Abschnitte. In der Einleitung wird der Geltungsbereich definiert. Abschnitt eins liefert Informationen zu den generellen Zielen und Grundsätzen. Hauptverkehrsstraßen im gesamtgemeindlichen Zusammenhang werden im zweiten Abschnitt erläutert. Abschnitt drei befasst sich mit den Grundlagen für den Entwurf von Straßenräumen, eine Detailbetrachtung der Straßenraumentwurfs erfolgt anschließend in Abschnitt vier. Im letzten Abschnitt werden Entwurfs- und Gestaltungsbeispiele genannt. 